# The Doll Domination Tour
The Doll Domination Tour (også kendt som World Domination Tour) er den amerikanske pigegruppe, Pussycat Dolls' anden turné. The Doll Domination Tour løb af stabelen i første halvår af 2009 og skulle promovere gruppens andet studiealbum, Doll Domination. Turnéen gik til Europa, Asien og Oceanien. I USA var gruppen opvarmningsband for Britney Spears.